# The Complete Mike Oldfield
The Complete Mike Oldfield je šesté výběrové album britského multiinstrumentalisty Mika Oldfielda. Vydáno bylo na podzim 1985 (viz 1985 v hudbě) a v britském žebříčku prodeje hudebních alb dosáhlo na 36. příčku.
The Complete Mike Oldfield je nejrozsáhlejší Oldfieldova kompilace od vydání alba Boxed v roce 1976. Jedná se také o dvojalbum, které zahrnuje kompletní průřez Oldfieldovou tvorbou mezi roky 1973 a 1984.
Původní vydání na gramofonových deskách bylo (podle počtu stran desek) rozděleno na čtyři části:
- Instrumental section (krátké instrumentální skladby, např. „Blue Peter“)
- Vocal section (zpívané písničky, např. „Moonlight Shadow“)
- Complex section (výňatky z dlouhých instrumentálních alb, např. z Tubular Bells)
- Live section (koncertní záznamy skladeb, např. „Sheba“)

Edice na CD toto členění také dodržela, nicméně do instrumentální sekce byly některé skladby přidány.

## Skladby

### LP verze

#### Disk 1
1. „Arrival“ (Ulvaeus, Andersson, úprava Oldfield) – 2:47
2. „Jungle Gardenia“ (Oldfield) – 2:37
3. „Guilty“ (Oldfield) – 4:04
4. „Blue Peter“ (Oldfield) – 2:07
5. „Waldberg (The Peak)“ (Oldfield) – 3:24
6. „Wonderful Land“ (Lordan) – 3:39
7. „Étude (Single Version)“ (Tárrega, úprava Oldfield) – 3:07
8. „Moonlight Shadow“ (Oldfield) – 3:36
9. „Family Man“ (Oldfield/Cross/Fenn/Frye/Reillyová/Pert) – 3:47
10. „Mistake“ (Oldfield) – 2:55
11. „Five Miles Out“ (Oldfield) – 4:19
12. „Crime of Passion“ (Oldfield) – 3:37
13. „To France“ (Oldfield) – 4:33
14. „Shadow on the Wall (Extended Version)“ (Oldfield) – 5:08

#### Disk 2
1. „Ommadawn (Excerpt from Part One)“ (Oldfield) – 6:59
2. „Tubular Bells (Excerpt from Part One)“ (Oldfield) – 7:59
3. „Hergest Ridge (Excerpt from Part One)“ (Oldfield) – 4:20
4. „Incantations (Excerpt from Part Four)“ (Oldfield/Jonson) – 4:41
5. „Evacuation (Excerpt from The Killing Fields)“ (Oldfield) – 4:11
6. „Sheba (Live)“ (Oldfield) – 3:30
7. „Mirage (Live)“ (Oldfield) – 5:12
8. „Platinum (Live)“ (Oldfield) – 14:28
9. „Mount Teidi (Live)“ (Oldfield) – 4:33

### CD verze

#### Disk 1
1. „Arrival“ (Ulvaeus, Andersson, úprava Oldfield) – 2:47
2. „The William Tell Overture“ (Rossini, úprava Oldfield) – 3:55
3. „Cuckoo Song“ (Praetorius) – 3:13
4. „In Dulci Jubilo“ (Pearsall, úprava Oldfield) – 2:50
5. „Portsmouth“ (tradicionál, úprava Oldfield) – 2:02
6. „Jungle Gardenia“ (Oldfield) – 2:37
7. „Guilty“ (Oldfield) – 4:04
8. „Blue Peter“ (Oldfield) – 2:07
9. „Waldberg (The Peak)“ (Oldfield) – 3:24
10. „Wonderful Land“ (Lordan) – 3:39
11. „Étude (Single Version)“ (Tárrega, úprava Oldfield) – 3:07
12. „Moonlight Shadow“ (Oldfield) – 3:36
13. „Family Man“ (Oldfield/Cross/Fenn/Frye/Reillyová/Pert) – 3:47
14. „Mistake“ (Oldfield) – 2:55
15. „Five Miles Out“ (Oldfield) – 4:19
16. „Crime of Passion“ (Oldfield) – 3:37
17. „To France“ (Oldfield) – 4:33
18. „Shadow on the Wall (Extended Version)“ (Oldfield) – 5:08

#### Disk 2
1. „Ommadawn (Excerpt from Part One)“ (Oldfield) – 6:59
2. „Tubular Bells (Excerpt from Part One)“ (Oldfield) – 7:59
3. „Hergest Ridge (Excerpt from Part One)“ (Oldfield) – 4:20
4. „Incantations (Excerpt from Part Four)“ (Oldfield/Jonson) – 4:41
5. „Evacuation (Excerpt from The Killing Fields)“ (Oldfield) – 4:11
6. „Sheba (Live)“ (Oldfield) – 3:30
7. „Mirage (Live)“ (Oldfield) – 5:12
8. „Platinum (Live)“ (Oldfield) – 14:28
9. „Mount Teidi (Live)“ (Oldfield) – 4:33